# Paulo Simão
Pour les articles homonymes, voir Simão.
Paulo Simão, né le 27 avril 1976, à Barreiro, au Portugal, est un ancien joueur portugais de basket-ball. Il évolue durant sa carrière aux postes d'arrière et d'ailier.

## Palmarès
- Coupe du Portugal 2002